# Revenge of the Killer Slits
Revenge Of The Killer Slits – EPka brytyjskiej grupy The Slits, wydana w 2006 przez wytwórnię S.A.F. Records.

## Lista utworów
1. "Slits Tradition" – 3:20
2. "Number One Enemy" – 3:08
3. "Kill Them With Love" – 4:07

## Skład
Produkcja:
- Ari Up (1–3)
- Chris Constantinou (2)
- Marco Pirroni (2)
- Nicki Lekai (1, 3)
- Paul Cook (2)
- Robert Harder (1, 3)
- Sam Bully (1–3)
- Tessa Pollitt (1–3)